# Бентлівілл (Пенсільванія)
Бентлівілл (англ. Bentleyville) — місто (англ. borough) в США, в окрузі Вашингтон штату Пенсільванія. Населення — 2352 особи (2020).

## Географія
Бентлівілл розташований за координатами 40°7′4″ пн. ш. 80°0′16″ зх. д. / 40.11778° пн. ш. 80.00444° зх. д. (40.117846, -80.004420).  За даними Бюро перепису населення США в 2010 році місто мало площу 9,57 км², уся площа — суходіл.

## Демографія
Згідно з переписом 2010 року, у селищі мешкала 2581 особа в 1122 домогосподарствах у складі 667 родин. Густота населення становила 270 осіб/км².  Було 1275 помешкань (133/км²).
Расовий склад населення:
| - 95,4 % — білих - 2,7 % — чорних або афроамериканців - 0,2 % — азіатів |

До двох чи більше рас належало 1,7 %. Частка іспаномовних становила 0,7 % від усіх жителів.
За віковим діапазоном населення розподілялося таким чином: 23,2 % — особи молодші 18 років, 60,5 % — особи у віці 18—64 років, 16,3 % — особи у віці 65 років та старші. Медіана віку мешканця становила 40,8 року. На 100 осіб жіночої статі у селищі припадало 91,9 чоловіків;  на 100 жінок у віці від 18 років та старших — 87,7 чоловіків також старших 18 років.
Середній дохід на одне домашнє господарство  становив 46 655 доларів США (медіана — 39 224), а середній дохід на одну сім'ю — 56 293 долари (медіана — 58 523). Медіана доходів становила 50 556 доларів для чоловіків та 30 625 доларів для жінок. За межею бідності перебувало 25,6 % осіб, у тому числі 39,0 % дітей у віці до 18 років та 10,2 % осіб у віці 65 років та старших.
Цивільне працевлаштоване населення становило 1060 осіб. Основні галузі зайнятості: освіта, охорона здоров'я та соціальна допомога — 22,8 %, роздрібна торгівля — 17,7 %, виробництво — 11,9 %, мистецтво, розваги та відпочинок — 9,3 %.